# Jean-Claude Trichet
Jean-Claude Trichet (tiếng Pháp: [ʒɑ̃ klod tʁiʃɛ]; sinh ngày 20 tháng 12 năm 1942) là một công chức Pháp, từng là Chủ tịch Ngân hàng Trung ương châu Âu từ năm 2003 đến năm 2011. Ông cũng là một thành viên của Hội đồng quản trị của Ngân hàng Thanh toán Quốc tế. Năm 2008, ông Trichet xếp hạng thứ năm trong danh sách những người quyền lực nhất cùng với bộ ba chuyên gia kinh tế Ben Bernanke (thứ tư) và Masaaki Shirakawa (thứ sáu) của Newsweek.

## Tiểu sử
Sinh ra ở Lyon, Trichet đã học tại École nationale supérieure des mines de Nancy, từ đó ông tốt nghiệp vào năm 1964. Sau đó, ông có bằng thạc sĩ Kinh tế tại Đại học Paris và sau đó được đào tạo tại Institut d'Etudes Politiques de Paris (được biết đến như Sciences Po), hoàn thành vào năm 1966, và École nationale d'administration (ENA) 1969-1971, hai cơ sở giáo dục đại học Pháp trong lĩnh vực khoa học chính trị và hành chính nhà nước.
Năm 1987 Trichet đã trở thành một thành viên của Washington dựa trên cơ quan tư vấn tài chính, Tập đoàn của Ba mươi. Sau đó, năm 1993 ông được bổ nhiệm làm thống đốc của Banque de France. Vào ngày 1 tháng 11 năm 2003, ông thay thế Wim Duisenberg làm Chủ tịch Ngân hàng Trung ương châu Âu.
Ngày 28 tháng 1 năm 2012, Công ty Quốc phòng và Không gian châu Âu chấp thuận đề cử của JC Trichet vào Hội đồng quản trị (để được chính thức xác nhận bởi Đại hội đồng cổ đông về 5/31/12), nơi ông sẽ đại diện (với Dominique d'Hinnin của Tập đoàn Lagardère) các SOGEADE - cấu trúc mang lợi ích các cổ đông của Pháp.
Vào tháng 4 năm 2012, ông Trichet cũng được bổ nhiệm làm chủ tịch mới của Bruegel nhiệm kỳ khoảng ba năm. Ông sẽ chủ trì một Hội đồng 11 thành viên, các thành viên của Bruegel, có nhiệm vụ chính là làm cho các quyết định về chiến lược think-tank.
Trichet đã kế nhiệm Mario Monti làm chủ tịch của chi nhánh châu Âu của Ủy ban ba bên vào năm 2012. Ông là thành viên của Ban chỉ đạo của Bilderberg Group..